# Finkenherd 8 (Quedlinburg)

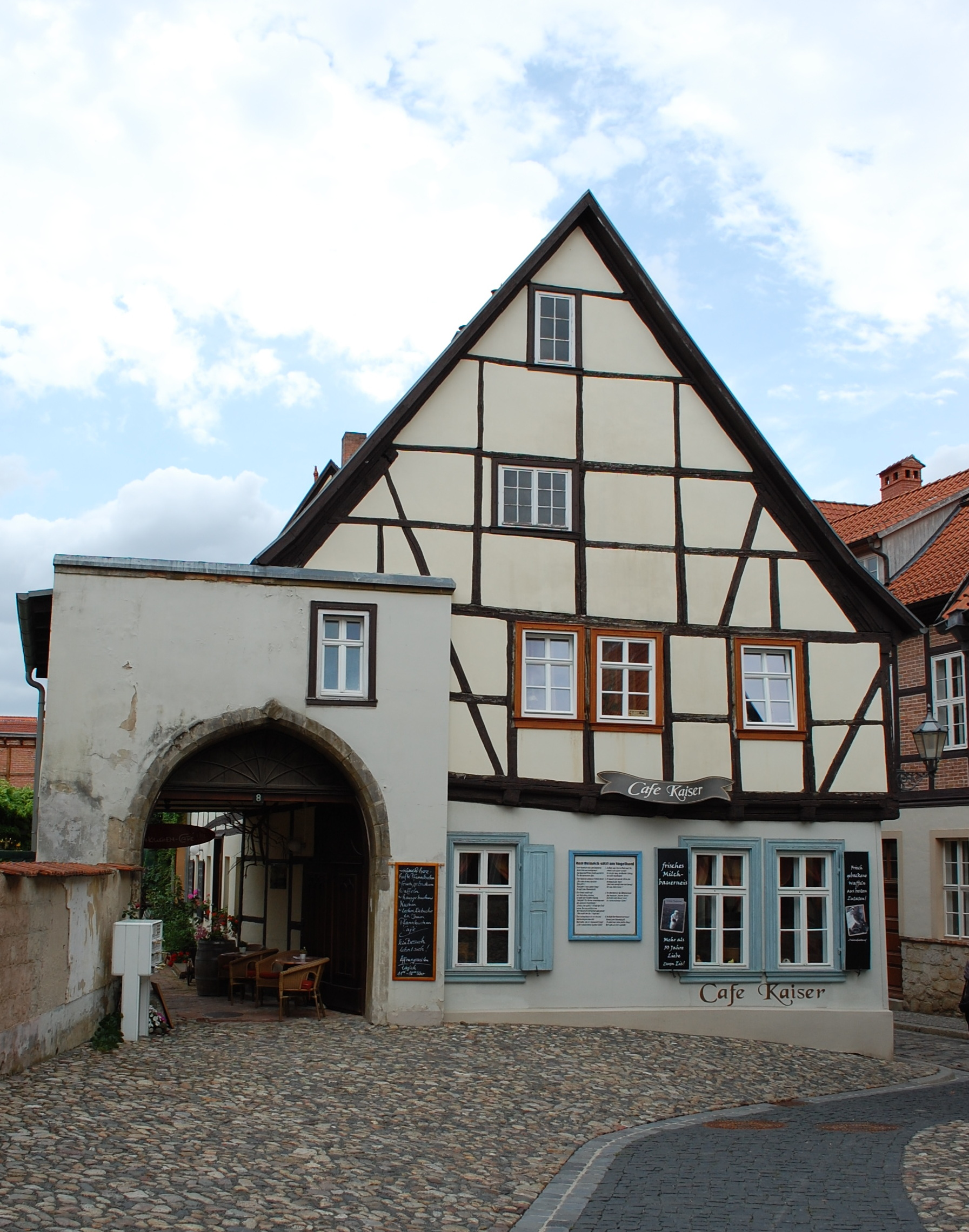
Haus Finkenherd 8

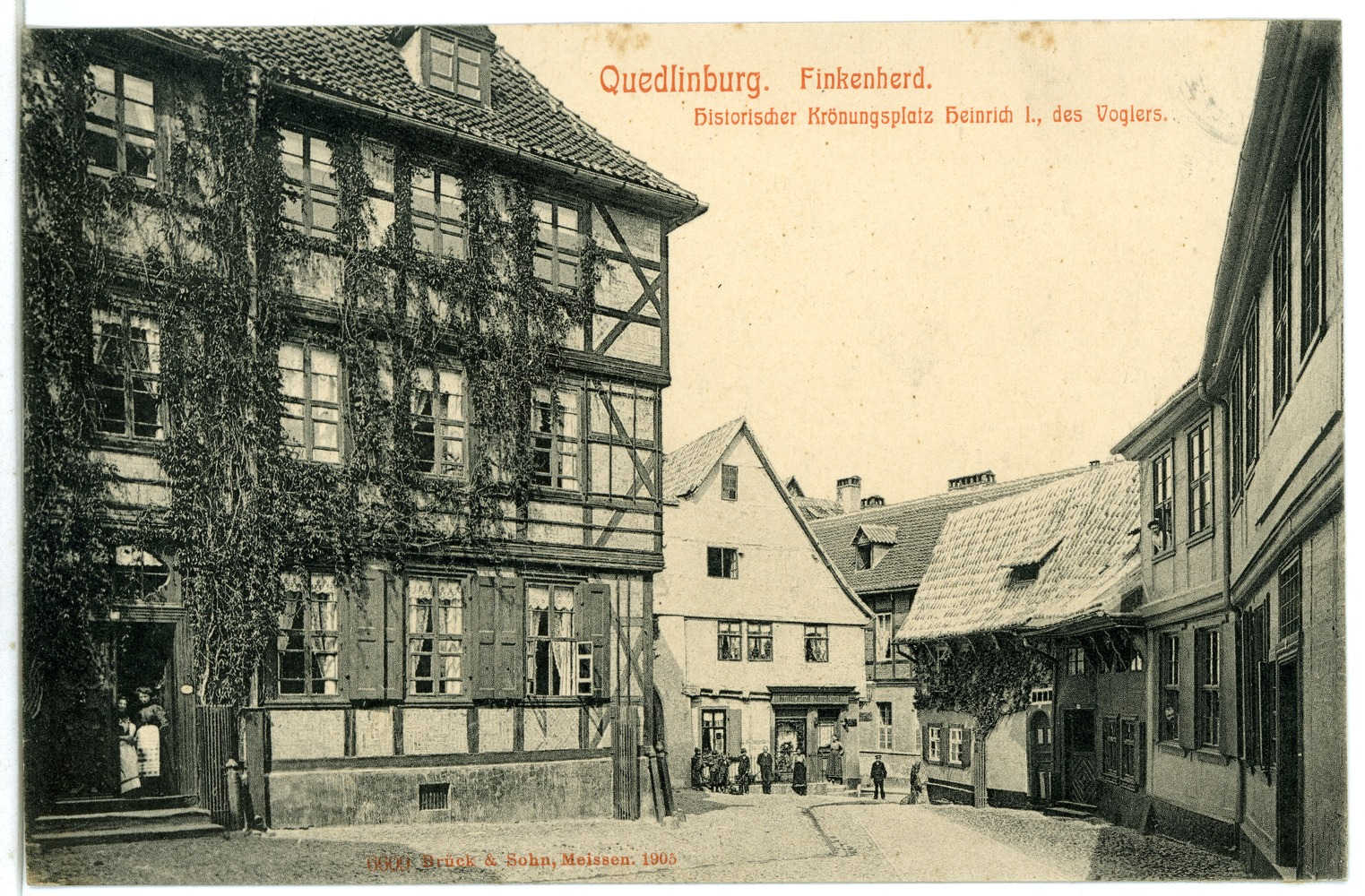
Blick auf Finkenherd 8 im Jahr 1905

Das Haus Finkenherd 8 ist ein denkmalgeschütztes Gebäude in der Stadt Quedlinburg in Sachsen-Anhalt. Das Haus gehört zum UNESCO-Weltkulturerbe und ist im Quedlinburger Denkmalverzeichnis als Wohnhaus eingetragen. Im Haus wird das Café-Restaurant „Kaiser“ betrieben. 

## Lage
Es befindet sich an der Nordseite des Quedlinburger Schlossbergs im Stadtteil Westendorf gegenüber der Gabelung der Straßen Finkenherd und Gildschaft.

## Architektur und Geschichte
Die Anlage entstand in der Zeit um 1500 als Freihof. Um 1700 erhielt das markante Fachwerkhaus seine heutige Fensterrahmung, zugleich wurden Umbauten durchgeführt, die das Erscheinungsbild jedoch nur wenig veränderten. Am profilierten Hoftor befindet sich eine Wappendarstellung. Die Türflügel sind aufwendig im Stil der Neogotik gestaltet.
Um 1980 wurden sowohl die Hofseite als auch das Gebäudeinnere umfangreich erneuert.